# Jhonnes
Jhonnes Marques de Souza (Londrina, 1984. április 22. –) brazil labdarúgó, hátvéd.

## Pályafutása

### Klubcsapatokban
6 évig játszott nevelőegyesületénél, a brazil Londrina EC csapatában, habár pályára nem lépett. A 6 év alatt 7 különböző csapatnál játszott kölcsönben, ezek közül csak két szlovén egyesületnél (az NK Domžale és a NK Celje), és egy horvát csapatban lépett pályára (NK Hrvatski Dragovoljac). 2010-ben igazolt el a lett FK Liepājasba. 2011-ben a magyar élvonalbeli Újpest csapatába igazolt, ugyan ebben az évben ismét Horvátországban talált munkát, az NK Varaždin labdarúgójaként. 2012-ben ismét csapatot váltott, a kazah Tobil Kosztanaj játékosa lett. Pályafutását a szlovák ViOn Zlaté Moravcében hagyta abba 2016-ban.